# Formica longiventris
Formica longiventris é uma espécie de formiga do gênero Formica, pertencente à subfamília Formicinae.